# Frontière entre la Tanzanie et la Zambie
La frontière entre la Tanzanie et la Zambie est une frontière internationale continue longue de 338 kilomètres séparant la Tanzanie et la Zambie en Afrique de l'Est. 

## Tracé
La frontière débute  à un tripoint ou se rejoignent les frontières entre la République démocratique du Congo et la Tanzanie et celle entre la RDC et la Zambie dans les eaux méridionales du lac Tanganyika puis prend une direction Nord-Ouest - Sud-Est et ce jusqu'à un tripoint où se rejoignent la frontière entre la Zambie et le Malawi et celle entre le Malawi et la Tanzanie. 

## Histoire
Cette frontière fut établie entre la colonie britannique de Rhodésie du nord et la colonie allemande du Tanganika à la fin du XIXe siècle lors du partage de l'Afrique par les puissances européennes.

## Points de passage
Le principal point de passage est situé à l'extrémité Sud de la frontière entre les localités de Nakonde en Zambie et de Tunduma en Tanzanie. À cet endroit, le chemin de fer Tanzanie-Zambie connu sous le nom de TAZARA et la principale voie routière entre les deux pays croisent la frontière. Une autre route située à l'extrême nord à proximité du lac Tanganyika permet le passage. La Tanzanie et son port en eaux profondes Dar es Salam est l'une des voies possibles pour les exportations et importations de la Zambie, pays enclavé dans l'intérieur des terres. Une autre possibilité étant le passage par le Zimbabwe puis l'Afrique du Sud.